# فصية رشيقة

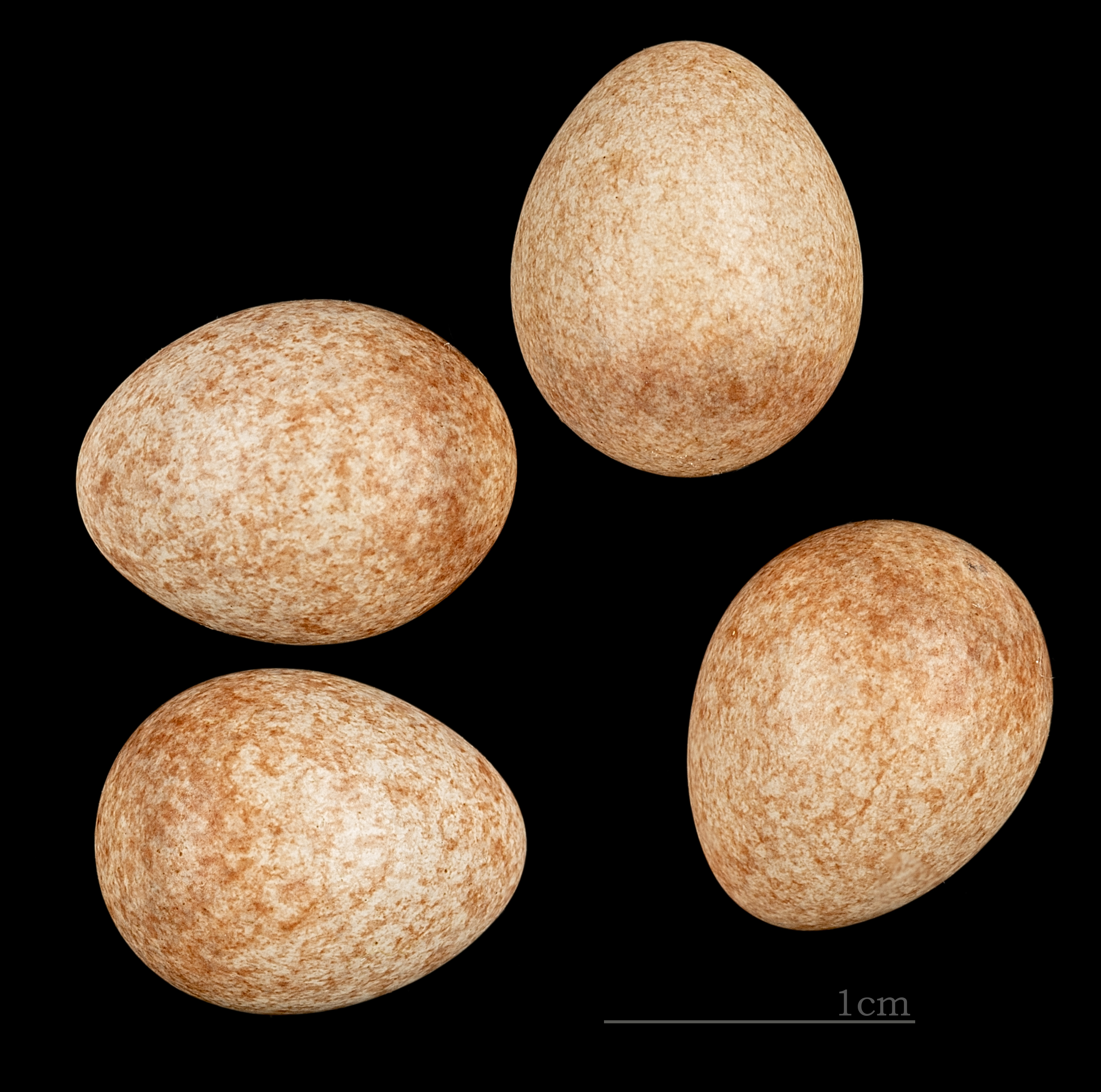
Prinia gracilis palaestinae

فصية رشيقة او هازجة رشيقة (الاسم العلمي: Prinia  gracilis) (بالإنجليزية: Graceful  Prinia)‏ هو طائر ينتمي إلى الهازجات (فصيلة: Cisticolidae).